# Freesat
Freesat es un servicio de televisión por satélite abierto británico, formado a través de una empresa conjunta entre la BBC e ITV plc. El servicio se creó como memorando en 2007 y se comercializa desde el 6 de mayo de 2008. Ofrece una alternativa satelital a Freeview en la televisión digital terrestre, con una variada selección de canales, disponibles sin suscripción para los usuarios que adquieran un receptor.
El 17 de julio de 2014 se lanzó una aplicación para teléfonos inteligentes que permite acceder a programación y sugerencias de visualización.
En febrero de 2021, se anunció que, sujeto a aprobación regulatoria, Freesat fusionaría sus operaciones con Digital UK, una empresa conjunta entre BBC, ITV y Channel 4 a cargo de la transmisión y la guía electrónica de programas de Freeview.
El servicio también aprovecha la capacidad adicional disponible en la transmisión por satélite para ofrecer una selección de 24 canales de alta definición de emisoras como BBC, ITV, Channel 5, Arirang TV, Bloomberg, Daystar, FreeSports, Discovery Networks, France 24, NHK, RT Reino Unido y TRT Mundial.